# Milutin Ivković
Milutin Ivković (* 3. März 1906 in Belgrad; † 23. Mai 1943 im KZ Jajinci bei Belgrad) war ein jugoslawischer Fußballspieler. Er absolvierte für die jugoslawische Nationalmannschaft 39 Länderspiele und nahm mit ihr als Kapitän an der Fußball-Weltmeisterschaft 1930 teil.

## Biographie
Der in Belgrad geborene Ivković trat erst im Alter von 16 Jahren mit SK Jugoslavija Belgrad seinem ersten Fußballverein bei. Bereits ein Jahr später debütierte der Verteidiger in der ersten Mannschaft und wurde mit 18 Jahren schon jugoslawischer Meister. Nachdem er im folgenden Jahre mit SK Jugoslavija den Landestitel verteidigen konnte, spielte er am 28. Oktober 1925 erstmals in der jugoslawischen Nationalmannschaft. Trotz der 0:7-Niederlage gegen die Tschechoslowakei stand Milutinac weiterhin im Aufgebot.
Bei den Olympischen Spielen 1928 führte er sein Land als Kapitän in den Fußballwettbewerb. In der Auftaktpartie gegen Portugal wurde er in der 80. Minute als erster jugoslawischer Nationalspieler überhaupt vom Platz gestellt und musste so die letzten zehn Minuten beim überraschenden Erstrundenaus (1:2) gegen die Iberer als Zuschauer verfolgen.
Wegen seiner weiterhin konstant guten Leistungen blieb der Medizinstudent Kapitän der Jugoslawen und war 1930 auch bei der ersten Fußball-WM mit von der Partie. Er war mit gerade einmal 24 Jahren der zweitjüngste Kapitän des Turniers und gelangte mit seiner Mannschaft nach Siegen über Brasilien (2:1) und Bolivien (4:0) in das Halbfinale des Turniers. In seinem 25. Länderspiel musste sich seine Mannschaft dem späteren Weltmeister Uruguay allerdings mit 1:6 vor 55.000 (manche Quellen sprechen gar von fast 100.000) Zuschauern im Estadio Centenario von Montevideo geschlagen geben.
Bereits 1929 wechselte Ivković zu BASK, nachdem er 235 Spiele für Jugoslavija absolviert hatte. Ein weiterer nationaler Titel war ihm allerdings nicht mehr vergönnt.
1934 gab er sein Abschiedsspiel in der Nationalmannschaft. Die Partie am 16. Dezember gegen Frankreich (2:3) im Parc des Princes war sein 39. Länderspiel. 19-mal führte er sein Team als Kapitän an. Ein Tor gelang ihm in den Partien nicht, dafür musste er insgesamt zwei Eigentore verantworten.
Ebenfalls 1934 schloss er erfolgreich sein Medizinstudium ab.
1936 gehörte Ivković zu den Organisatoren, die einen jugoslawischen Boykott der Olympischen Spiele 1936 befürworteten, und er war mitverantwortlich für das Fernbleiben der jugoslawischen Elf.
Kurz vor Ausbruch des Zweiten Weltkriegs beendete er 33-jährig seine Karriere. Während des Krieges wurde er mehrmals von der Gestapo verhaftet. Nach einer Feier seines früheren Vereins BASK am 6. Mai 1943 wurde Ivković erneut verhaftet und 18 Tage später im KZ Jajinci in der Nähe von Belgrad erschossen.
Seit 1951 erinnert eine Gedenktafel im Stadion von FK Partizan Belgrad und eine Straße in der Nähe des Stadions an ihn.